# Hanazono-Schrein

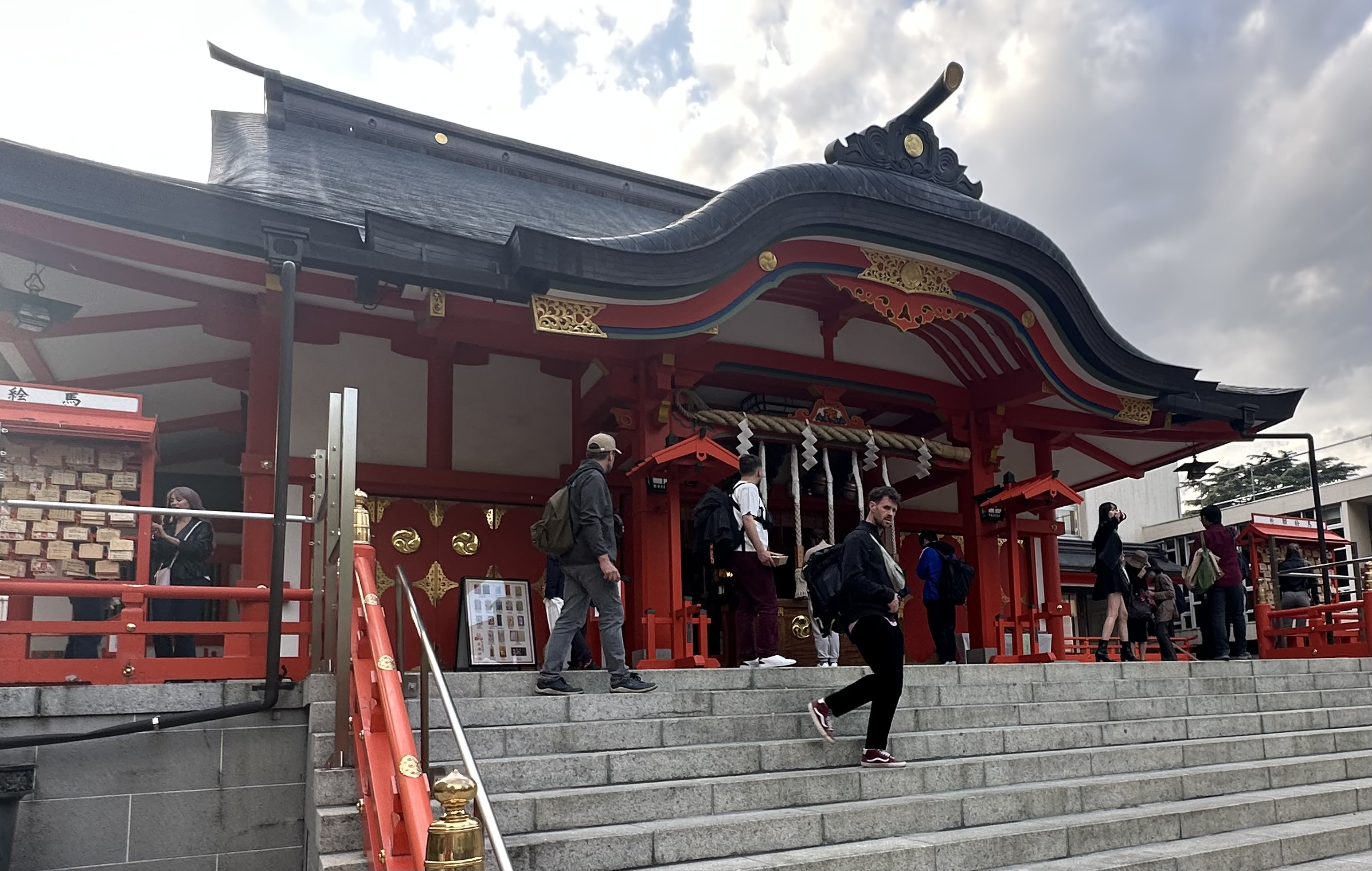
Hanazono-Schrein, 2025

Der Hanazono-Schrein (japanisch 花園神社 Hanazono-jinja) ist ein Shintō-Schrein in Tokio in Japan. Er ist der Göttin des Handels und des weltlichen Wohlergehens, Inari ōkami, gewidmet.

## Lage
Der Schrein befindet sich im Tokioter Bezirk Shinjuku, westlich der Yasukuni Dori Avenue und ist von moderner Bebauung umgeben. Die Adressierung lautet Tōkyō-to, Shinjuku-ku, Shinjuku 5-chōme 17-3.

## Architektur

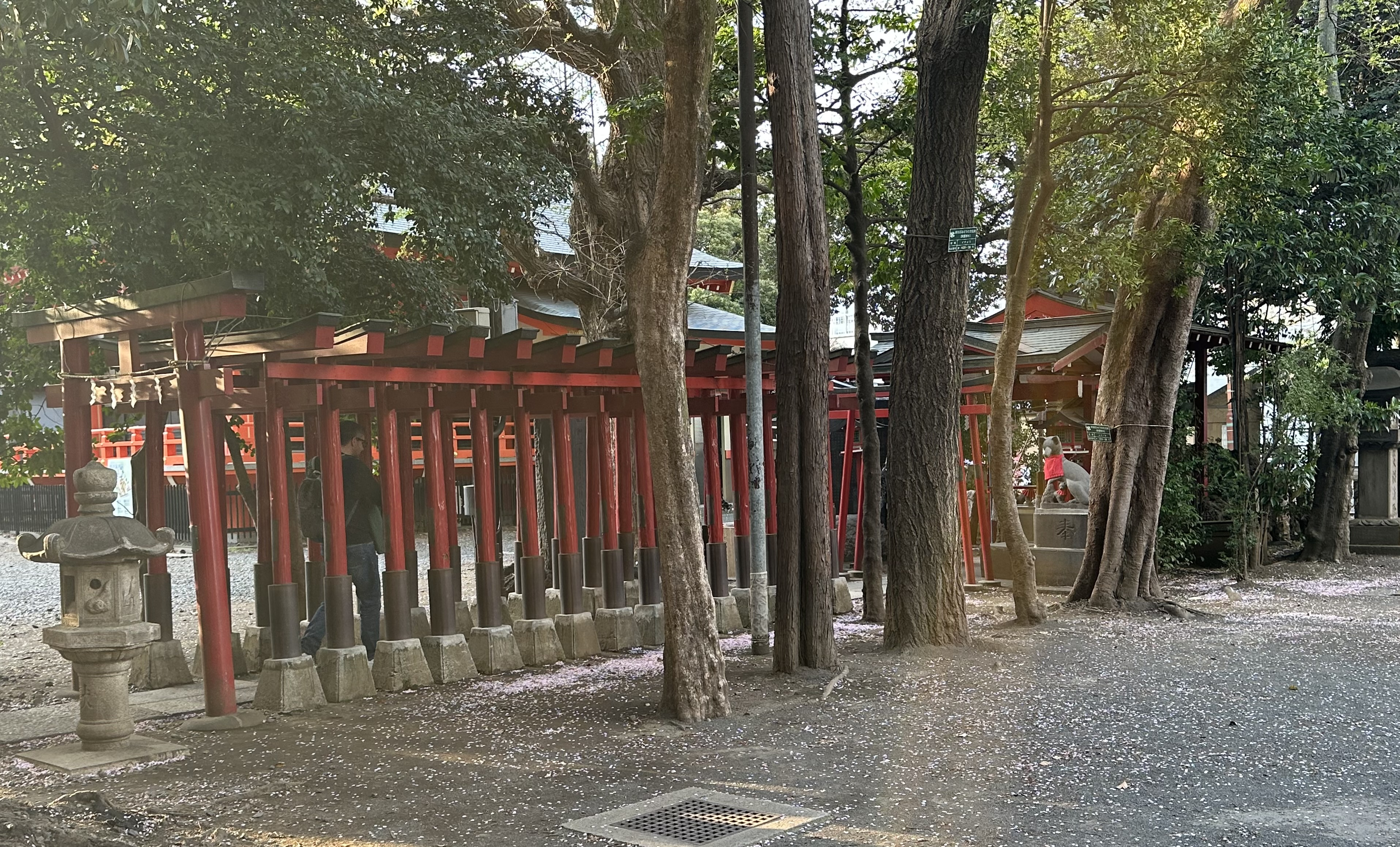
Torii vor dem Itoku-Inari-Schrein

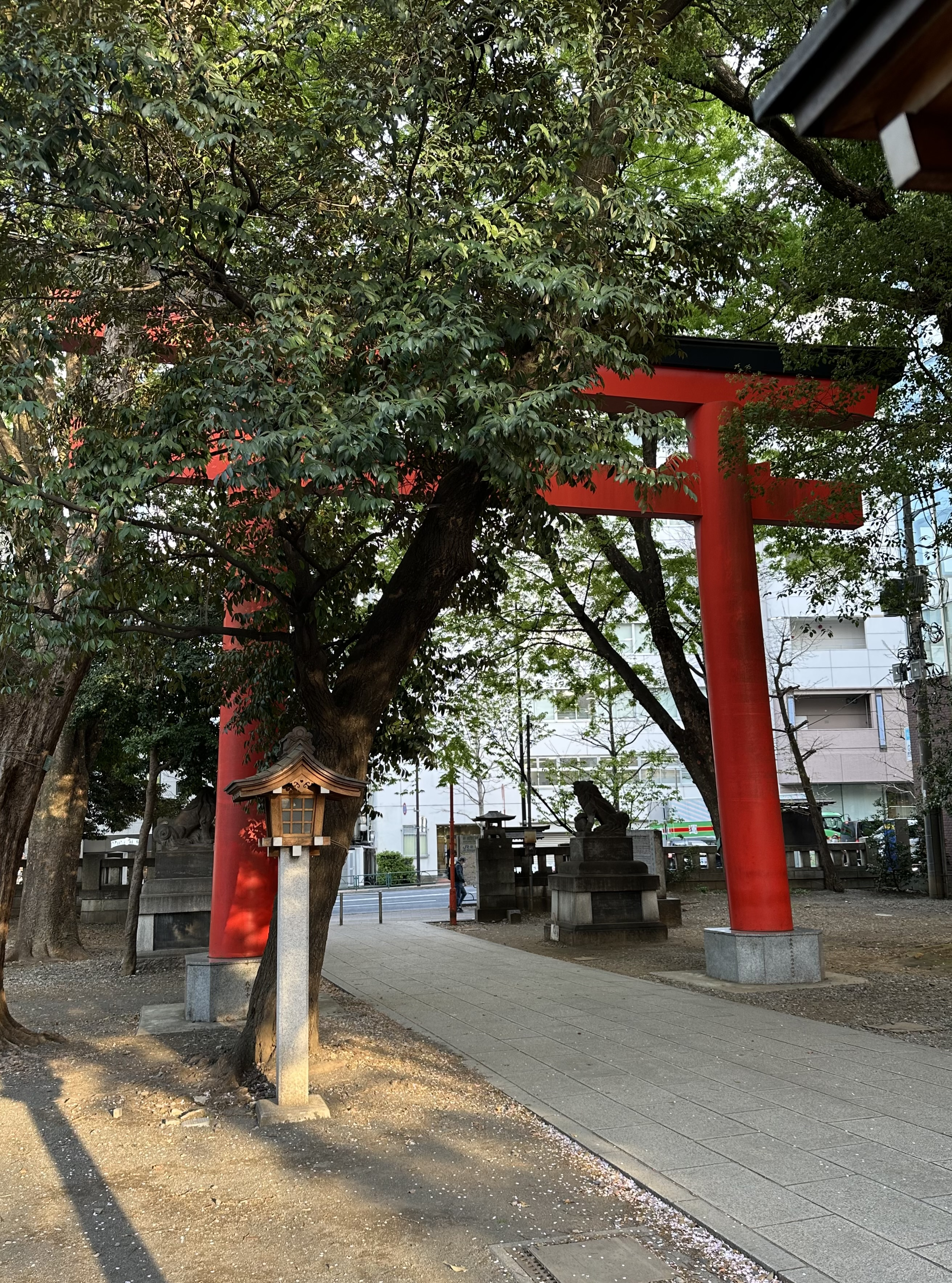
Östliches Torii

Der honden des Schreins steht erhöht und ist über Steintreppen zu erreichen. Das heutige Gebäude entstand 1965 aus Stahlbeton. Östlich erstreckt sich ein kleiner zum Schrein gehörender Park. Dort befindet sich auch der Unterschrein für Itoku Inari, auf den eine Vielzahl kleiner Torii zuführen. Darüber hinaus bestehen mehrere weitere Nebenschreine, darunter der für Geino Asama, der dem Glück von Künstlern gewidmet ist. Viele japanische Sänger und Schauspieler beten hier vor wichtigen Auftritten. Einige von ihnen spendeten dem Schrein auch größere Beträge. Ihre Namen sind auf Tafeln vermerkt, die den Nebenschrein als Wand umgeben.
An den Eingängen zum Schreingelände stehen große Torii. Das große Torii am östlichen Eingang wurde 1996 aus Stahl gefertigt.

## Geschichte
Der Ursprung des Schreins ist unbekannt, zumindest bestand er jedoch bereits im Jahr 1590. Allerdings befand sich der damalige Standort dort, wo sich jetzt der Isetan Department Store befindet. In der Kan’ei-Zeit (1624 bis 1644) erhielt Chikugo-no-kami, ein Vasall des Shoguns, vom Shogunat Land im damaligen Edo, um eine Residenz zu errichten. Zu diesem Land gehörte auch der damalige Hanazono-Schrein. Auf Antrag wurde der Schrein mit dem noch heute genutzten Grundstück entschädigt. Zuvor gehörte diese Fläche zur vorstädtischen Residenz des Owari-Samurai-Clans. Das Gelände soll zu diesem Zeitpunkt mit vielen Blumen bewachsen gewesen sein. Es wird vermutet, dass der Name Hanzano auf diesen Umstand zurückgeht. Hanzano kann mit Blumengarten übersetzt werden.
Zunächst lag der Schrein noch weit vor Edo, dem heutigen Tokio. Mit dem Bau des Bahnhofs, aus dem Shinjuku entstand, entwickelte sich das Umfeld des Schreins dann jedoch großstädtisch. Der Schrein war seit dem insbesondere mit den Händlern aber auch mit den Unterhaltungskünstlern des Stadtteils eng verbunden.
In den 1960er Jahren war der Bereich Zentrum großer Studentenproteste. Der Regisseur Jūrō Kara, der in besonderer Weise überkommene Sitten in Frage stellte, hatte das rote Zelt seiner Theatergruppe auf dem Gelände des Schreins aufgestellt. Auch später war die Theatergruppe noch häufig zu Gast auf dem Schreingelände.

## Feste
Große im Schrein begangene Feste sind das Neujahrsgebet in der Silvester, das Reitaisai-Fest Ende Mai und im November das Tori-no-Ichi-Fest. Das Reitsai-Fest ist das wichtigste des Schreins. Es dauert drei Tage. Zu diesem Anlass werden mehr als 100 Buden auf dem Grundstück aufgestellt, in denen Süßigkeiten und traditionelle Speisen verkauft werden. Auch wird ein tragbarer Schrein durch die angrenzenden Straßen Shinjukus getragen. Das Tori-no-Ichi-Fest ist eines der größten seiner Art in der Region. Auch hierzu gibt es Stände und Paraden, der Schrein wird mit bunt beleuchteten Papierlaternen geschmückt.